# Bella Guerin
Julia Margaret Guerin Halloran Lavender (23 avril 1858 - 26 juillet 1923), plus connue sous le nom de Bella Guerin, est une féministe australienne, suffragette, activiste politique, anti-conscriptioniste et enseignante.

## Formation
Bella Guérin est scolarisée à la maison. Elle passe avec succès les examens nécessaires afin de poursuivre des études supérieures en 1878. Elle intègre alors l'université de Melbourne. Bella Guérin obtient un Bachelor of Arts en décembre 1883. Elle devient officiellement la première récipiendaire d'un diplôme universitaire en Australie. Elle poursuit ses études et obtient son Master of Arts deux ans plus tard.

## Carrière
Enseignement
Elle enseigna d'abord au Loreto Convent à Ballarat dans le Comté de Victoria un institut d'enseignement secondaire affilié à un ordre religieux catholique.
En 1891, elle épouse Henry Halloran, un fonctionnaire qui est aussi poète.